# Neoduma caprimimoides
Neoduma caprimimoides är en fjärilsart som beskrevs av Rothschild 1912. Neoduma caprimimoides ingår i släktet Neoduma och familjen björnspinnare. Inga underarter finns listade i Catalogue of Life.